# Зоомагазин

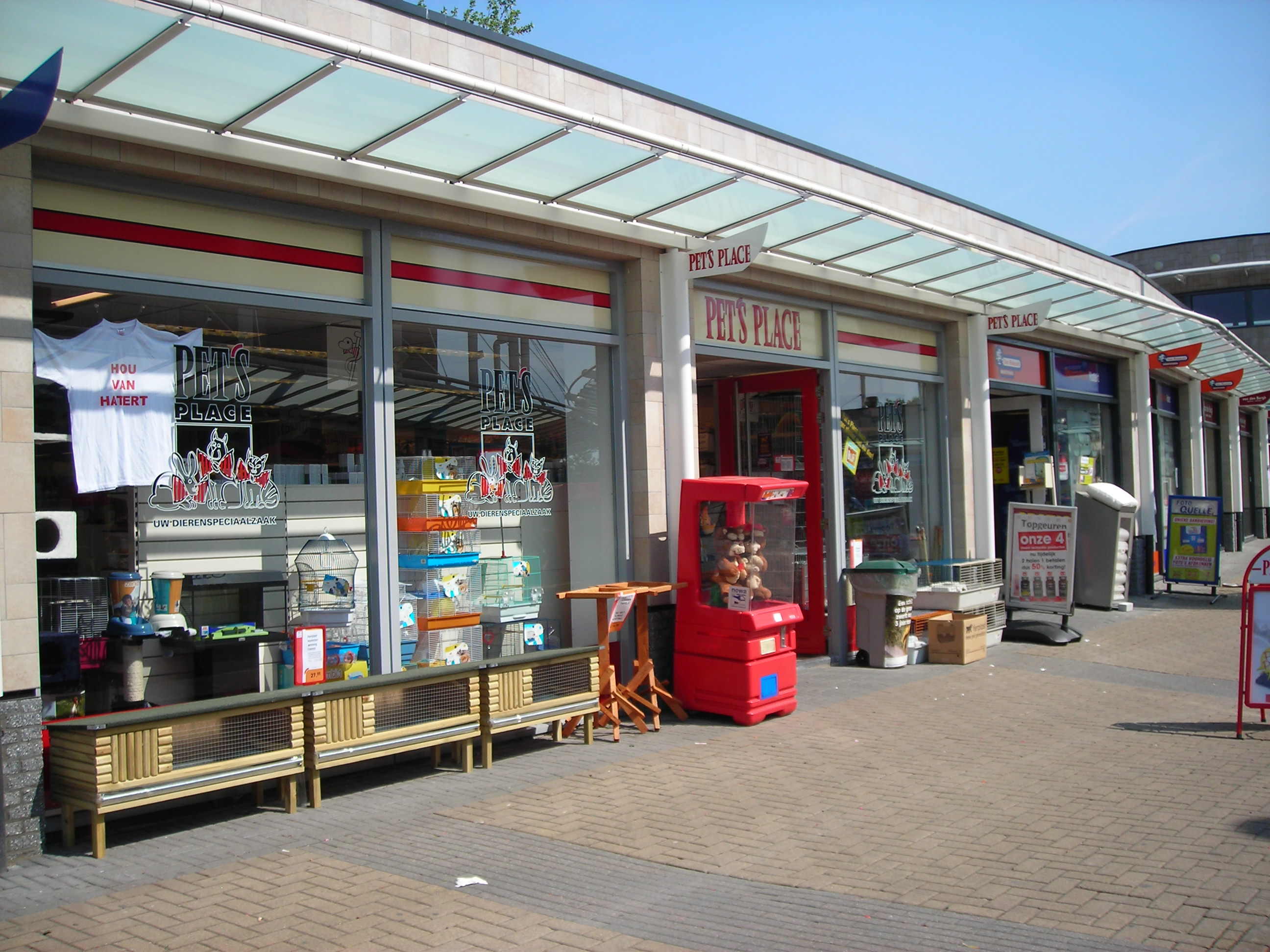
Зоомагазин в Нидерландах

Зоомагази́н — магазин для продажи товаров для животных. В зоомагазинах продаётся питание для животных, клетки, аквариумы, различные аксессуары.
Также в зоомагазинах иногда продаются аквариумные рыбки, небольшие птицы вроде волнистых попугайчиков, грызуны вроде ручных крыс или хомяков, иногда рептилии — маленькие ящерицы, черепахи и змеи. Продаются также мыши или рыбки, предназначенные на корм домашним рептилиям, насекомые (в том числе кормовые). Как правило, в зоомагазинах не продаются домашние кошки и собаки. Нечасто там можно встретить и экзотических домашних животных, вроде поссумов или крупных попугаев.
В настоящее время получили распространение интернет-зоомагазины. Это аналог обычного зоомагазина с возможностью заказать товары для животных через сайт с доставкой на дом.